# 約翰內斯堡 (密歇根州)
約翰內斯堡（英語：Johannesburg）是位於美國密歇根州奧齊戈縣查爾頓鎮區的一個非建制地區。

## 地理
約翰內斯堡所處的海拔為高於海平面412米（即1352英呎），而該地所採用的時區為UTC-5，即北美东部時區（EST）。同時該地設有夏令時間，為UTC-5調快一小時，即UTC-4（EDT）。